# Neva (nave)
Lo sloop Neva (in russo Нева?; chiamato precedentemente Thames) era una nave a tre alberi, comandata da Jurij Fëdorovič Lisjanskij, sulla quale fu effettuata nel 1803-1806 la prima circumnavigazione russa del globo assieme allo sloop Nadežda sotto il comando di Adam Johann von Krusenstern. 

## Il primo viaggio
Nell'autunno del 1802, il Ministero della Marina inviò in Inghilterra il capitano tenente Lisjanskij ad acquistare due navi e parte dell'attrezzatura per la spedizione. La scelta cadde sullo sloop Leander da 16 cannoni con un dislocamento di 450 tonnellate e sullo sloop Thames da 14 cannoni con un dislocamento di 370 tonnellate. Il "Thames" fu ribattezzato Neva. Il Leander prese il nome Nadežda.

Rotta della prima circumnavigazione russa del globo: il percorso della Nadežda è contrassegnato in blu, quello della Neva in rosso.

La spedizione partì da Kronštadt il 7 agosto 1803, con 48 persone a bordo. Il 26 novembre 1803, gli sloop attraversarono l'equatore per la prima volta nella storia della flotta russa. 
Alle isole Sandwich (ora isole Hawaii) le loro rotte si divisero: la Nadežda andò in Kamčatka e la Neva in Alaska. La Neva ebbe un ruolo chiave nella battaglia di Sitka del 1804, quando i russi riconquistarono il forte San Michele Arcangelo e la città di Sitka dai Tlingit, che l'avevano catturata nel 1802.
La Neva ritornò a Kronštadt il 6 agosto (22 luglio) 1806..

## Il secondo viaggio
Nel giugno 1807 lo sloop fu la prima nave russa a visitare l'Australia. In ricordo di questo evento, nel 1957, l'Australian Military Historical Society of Australia ha emesso una medaglia commemorativa dedicata al 150° anniversario della prima visita dei marinai russi in Australia.

## L'ultimo viaggio
Il 24 agosto 1812, la Neva con un equipaggio di 90 persone (secondo altre fonti 75) e un carico di pellicce salparono da Ochotsk. la nave fu colpita dalle tempeste e parte dell'equipaggio morì di scorbuto. L'equipaggio decise di salpare per Novo-Archangel'sk, ma solo poche miglia prima di raggiungere la destinazione, lo sloop colpì degli scogli durante una tempesta nella notte del 9 gennaio 1813 e naufragò vicino a Kruzof Island. Dell'equipaggio rimasero in vita solo 28 persone, che riuscirono a nuotare fino alla riva e ad aspettare la fine dell'inverno del 1813. Due di essi morirono prima che arrivassero i soccorsi un mese dopo.
Una ricerca archeologica nel 2015 ha mostrato che i marinai sopravvissuti dimostrarono una notevole ingegnosità cercando di sopravvivere nelle dure condizioni dell'Alaska artica tra gli indiani Tlingit. Usarono relitti di navi e oggetti di rame per ricavarne aghi, ami da pesca e proiettili di pistola.

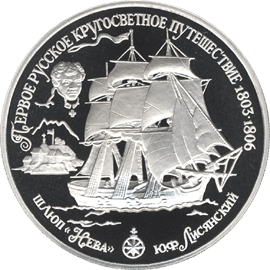
La Neva raffigurata su una delle monete commemorative «Il primo viaggio russo intorno al mondo».

## Dediche
- Secche Neva – banchi di sabbia della Lisianski Island (Isole Hawaii nordoccidentali) sui quali la Neva si era incagliata nel 1805[8];
- Nel 1993, la Banca di Russia ha emesso una serie di monete commemorative «Il primo viaggio russo intorno al mondo». Una rappresenta la Neva.
- Nel 1998, la Posta Russa ha emesso un francobollo raffigurante lo sloop Neva.